# Paprotki (Miłki)
Pour les articles homonymes, voir Paprotki.
Paprotki est un village polonais de la voïvodie de Varmie-Mazurie, dans le powiat de Giżycko.